# ミスマルパ語族
ミスマルパ語族 (Misumalpan, Misumalpa, Misuluan languages) は、ニカラグアの東海岸とその周辺地域の先住民族が話す言語からなる小さな語族である。"Misumalpan"という名前はJohn Alden Masonによって考案されたもので、語族の3つの言語、ミスキート語、スモ語、マタガルパ語の音節をとって命名された。1920年にWalter Lehmannによって最初に認識された。マタガルパ語派の言語は、現在すべて絶滅しているものの、ミスキート語とスム語は健在である：ミスキート語は約20万の話者を持ち、他のモスキート海岸の先住民の言語の話者のための第二言語としての役割を果たしている。ヘイルによると、スム語の話者の多くもミスキート語を話している。 
Kaufman(1990)はマクロ・チブチャ大語族とのつながりを「説得力がある」と考えているが、ミスマルパ語族の言語の専門家ケネス・ヘイルはマクロ・チブチャ大語族とミスマルパ語族とのつながりを「確立するには遠すぎる」と考えた 。一方、新しい研究（Jolkesky 2017：45-54）は、ミスマルパ語族とホカ大語族を結び付ける説得力のある証拠を発見した。 

## 分類
- ミスキート語 -主にほぼ20万人の話者がいる。その多くがニカラグアの北カリブ自治地域に住み、一部がホンジュラスに住む。
- スマルパ諸語： 
  - スモ語 - Huaspuc川とその支流に沿って約8000人の話者がいて、ニカラグアが最も多く、一部ホンジュラスに住む。話者の多くはミスキート語に移行した。 
    - マヤンナ語 - スモ語系の優勢な変種
    - ウルワ語

  - マタガルパ諸語 
    - カカオペラ語 † - 以前はエルサルバドルの モラザン県で話されていた。
    - マタガルパ語 † - ニカラグアの中央高地とホンジュラスのエル・パライソ県で話されていた

地域を植民地化した大英帝国との人々の同盟の結果として、ミスキート語は17世紀後半からモスキート海岸で支配的な言語となった。 北東ニカラグアでは、スモ語の元話者に話され続けている。 その社会言語学的地位は、南東部の英語を基礎とするクレオールのそれよりも低く、その地域ではミスキート語は地盤を失いつつあるように見える。スモ語は発見されたほとんどの地域で絶滅の危機に瀕しているが、いくつかの証拠はミスキート語が優勢となる以前にこの地域で優勢だったことを示唆している。 マタガルパ諸語は絶滅してから久しいが、あまり文書化されていない。 
すべてのミスマルパ語族の言語は、音素配列論を除いて、同じ音韻論を共有する。子音は、p, b, t, d, k, s, h, w, y および有声と無声の m, n, ng, l, r である;母音は a, i, u で長短を区別する。 

## 書誌情報
- Benedicto, Elena (2002), "Verbal Classifier Systems: The Exceptional Case of Mayangna Auxiliaries." In "Proceedings of WSCLA 7th". UBC Working Papers in Linguistics 10, pp. 1–14. Vancouver, British Columbia.
- Benedicto, Elena & Kenneth Hale, (2000) "Mayangna, A Sumu Language: Its Variants and Its Status within Misumalpa", in E. Benedicto, ed., The UMOP Volume on Indigenous Languages, UMOP 20, pp. 75–106. Amherst, MA: University of Massachusetts.
- Colette Craig & Kenneth Hale, "A Possible Macro-Chibchan Etymon", Anthropological Linguistics Vol. 34, 1992.
- Constenla Umaña, Adolfo (1987) "Elementos de Fonología Comparada de las Lenguas Misumalpas," Revista de Filología y Lingüística de la Universidad de Costa Rica 13 (1), 129-161.
- Constenla Umaña A. (1998). "Acerca de la relación genealógica de las lenguas lencas y las lenguas misumalpas," Communication presented at the First Archeological Congress of Nicaragua (Managua, 20–21 July), to appear in 2002 in Revista de Filología y Lingüística de la Universidad de Costa Rica 28 (1).
- Hale, Ken.  "El causativo misumalpa (miskitu, sumu)", In Anuario del Seminario de Filología Vasca "Julio de Urquijo" 1996, 30:1-2.
- Hale, Ken (1991) "Misumalpan Verb Sequencing Constructions," in C. Lefebvre, ed., Serial Verbs: Grammatical, Comparative, and Cognitive Approaches, John Benjamins, Amsterdam.
- Hale, Ken and Danilo Salamanca (2001) "Theoretical and Universal Implications of Certain Verbal Entries in Dictionaries of the Misumalpan Languages", in Frawley, Hill & Munro eds. Making Dictionaries: Preserving indigenous Languages of the Americas. University of California Press.
- Jolkesky, Marcelo (2017) "On the South American Origins of Some Mesoamerican Civilizations". Leiden: Leiden University. Postdoctoral final report for the “MESANDLIN(G)K” project. Available here.
- Koontz-Garboden, Andrew.  (2009)  "Ulwa verb class morphology", In press in International Journal of American Linguistics 75.4.  Preprint here: http://ling.auf.net/lingBuzz/000639
- Ruth Rouvier, "Infixation and reduplication in Misumalpan: A reconstruction" (B.A., Berkeley, 2002)
- Phil Young and T. Givón. "The puzzle of Ngäbére auxiliaries: Grammatical reconstruction in Chibchan and Misumalpan", in William Croft, Suzanne Kemmer and Keith Denning, eds., Studies in Typology and Diachrony: Papers presented to Joseph H. Greenberg on his 75th birthday, Typological Studies in Language 20, John Benjamins 1990.